# 鵜沼北インターチェンジ

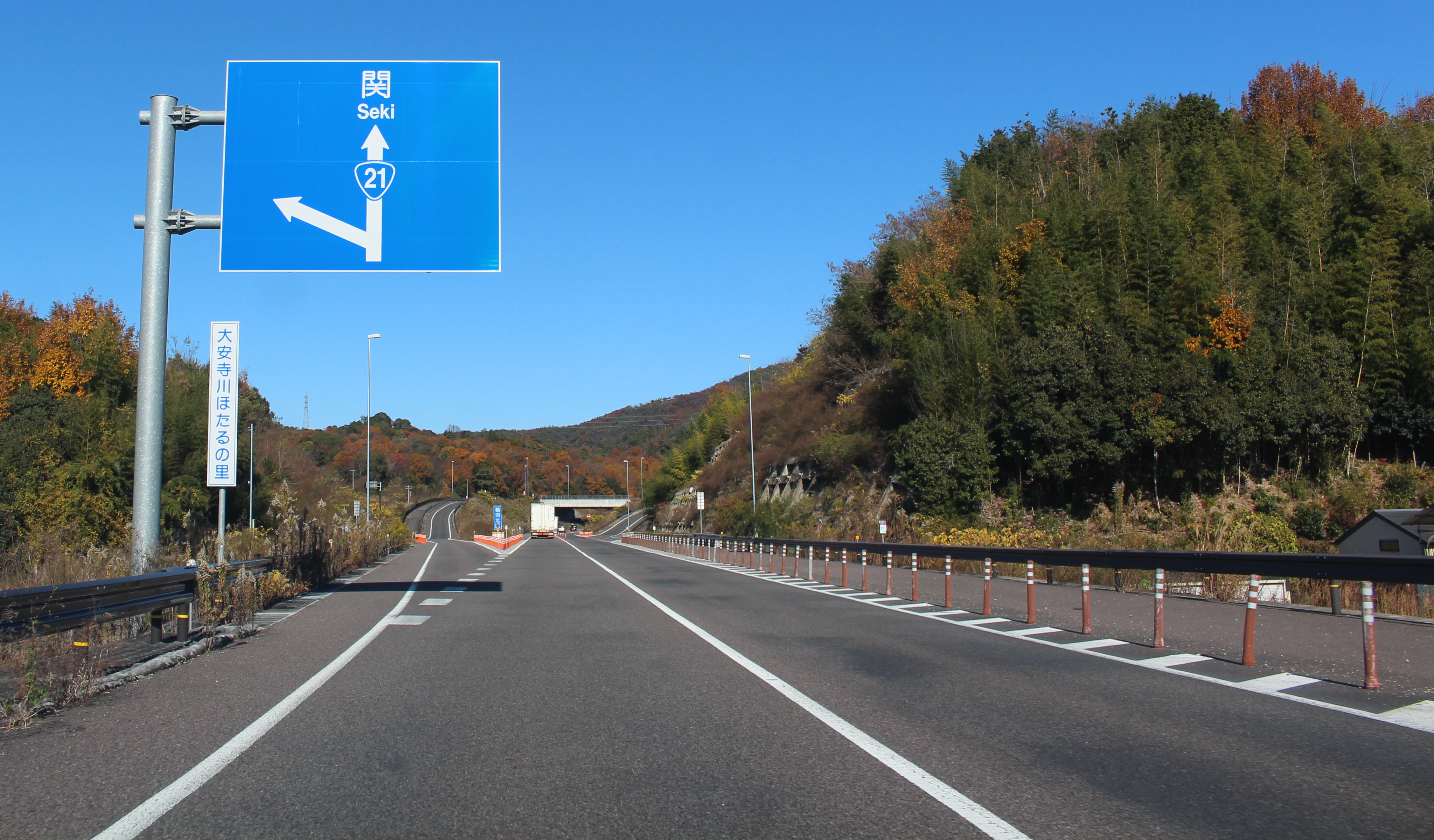
鵜沼北インターチェンジ

鵜沼北インターチェンジ（うぬまきたインターチェンジ）は、岐阜県各務原市鵜沼大安寺町にあるインターチェンジである。
国道21号坂祝バイパスと各務原市道が交差する。

## 概要
2009年（平成21年）3月20日、坂祝バイパスの部分開通（鵜沼IC - 勝山IC）時に開設される。
坂祝バイパスの上を各務原市道か跨ぎ、立体交差構造となっている。この各務原市道（市道鵜782号線）は、鵜沼北インターチェンジへのアクセス道路として新たに開設された道路である。
各務原市東部の住宅団地（緑苑団地、松が丘団地、つつじが丘団地）の住民用に開設されたインターチェンジであるが、各務原パークウェイを介して、車折神社、日之出不動、迫間不動、各務野自然遺産の森、県営各務原公園などへのアクセスの役割もある。

## 周辺
- 大安寺川
- 新池
- 各務原市立緑苑小学校
- 各務原市立八木山小学校
- 各務原市立緑陽中学校
- 大安寺